# Du är min framtid
Du är min framtid är en psalm med text från 1983 av Gun-Britt Holgersson och musik från 1987 av Anders Jaktlund. Texten bearbetades 1987.

## Publicerad i
- Segertoner 1988 som nr 648 under rubriken "Livets gåva och gräns".[1]